# Gian Carlo Venturini

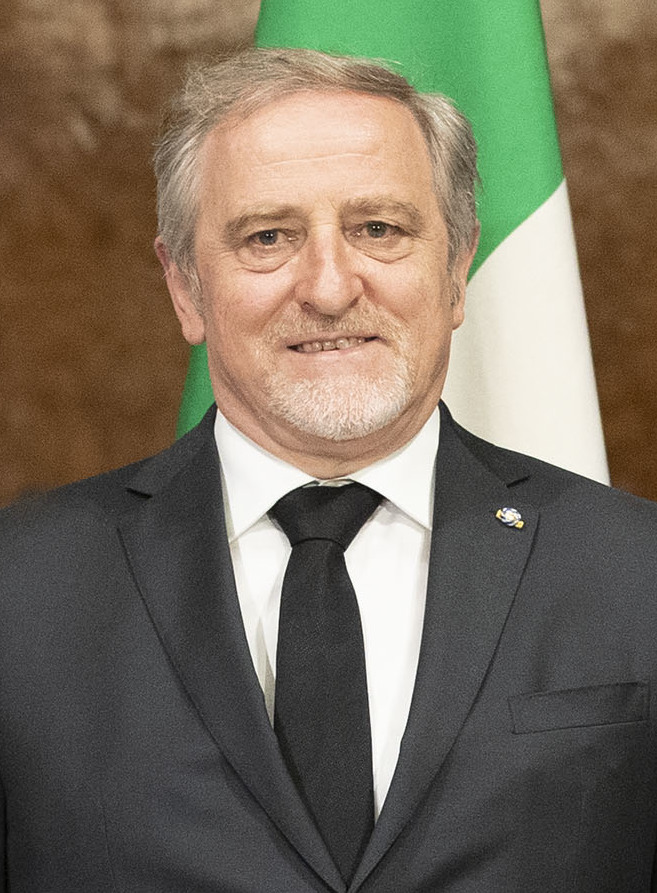
Gian Carlo Venturini, 2021

Gian Carlo Venturini (* 25. Februar 1962 in San Marino) ist ein san-marinesischer Politiker. Er war 1996/97 sowie 2021 Capitano Reggente (Staatsoberhaupt) von San Marino und mehrfach Minister im san-marinesischen Kabinett.

## Leben
Venturini machte 1984 einen Abschluss als Labortechniker an der Universität Urbino. Danach war er Angestellter bei der Sozialversicherung (Istituto per la Sicurezza Sociale).
Er trat 1986 in die PDCS ein. Von 1997 bis 2002 und erneut von 2007 bis 2008 war er stellvertretender Sekretär der Partei. Von 1989 bis 1991 war er Bürgermeister (capitano del castello) von Borgo Maggiore. Bei den Parlamentswahlen 1993 wurde er erstmals in den Consiglio Grande e Generale gewählt. Bei den folgenden Wahlen 1998, 2001, 2006, 2008 2012 und 2016 wurde er wiedergewählt.
Vom 1. Oktober 1996 bis 1. April 1997 war Venturini gemeinsam mit Maurizio Rattini Capitano Reggente (Staatsoberhaupt) von San Marino.
Im Mai 2002 wurde er Gesundheitsminister (Segretario di Stato per la Sanità e la Sicurezza Sociale) bis zur Kabinettsumbildung im Juni. Im Dezember 2002 kehrte er als Arbeitsminister (Segretario di Stato per il Lavoro e la Cooperazione) in die Regierung zurück. 2003 bis 2006 wurde er Minister für Territorium, Umwelt und Landwirtschaft (Segretario di Stato per il Territorio e l’Ambiente, l’Agricoltura ed i Rapporti con l’A.A.S.P.). Nach den Wahlen 2006 bildete ein Bündnis aus Sozialdemokraten (PSD), Alleanze Popolare (AP) und Vereinigter Linke (SU) die Regierung. Die vorgezogenen Parlamentswahlen von 2008 gewann der Patto per San Marino, dem auch die PDCS angehörte. In der neuen Regierung übernahm Venturini erneut den Posten des Ministers für Territorium, Umwelt und Landwirtschaft. Nach dem Rücktritt von Augusto Casali übernahm er im Juli 2012 zusätzlich kommissarisch die Leitung des Justizressorts. In der von 2012 bis 2016 amtierenden Regierung des Parteienbündnisses San Marino Bene Comune aus Sozialdemokraten (PSD), Alleanza Popolare (AP) und Christdemokraten (PDCS–NS) war Venturini Minister für Inneres und Justiz (Segretario di Stato Interni, Funzione Pubblica, Giustizia, Rapporti con le Giunte di castello) im Kabinett Bene Comune.
Er wurde 2017 Mitglied im Gesundheitsausschuss und Vorsitzender des Justizausschusses. Im April 2017 schied er aus dem Justizausschuss aus. im März 2017 wurde er zum politischen Sekretär (segretario politico) des PDCS gewählt.

## Ehrungen
- Venturini wurde am 13. Juni 2014 mit dem Großkreuz des Verdienstordens der Italienischen Republik ausgezeichnet.[17]